# Gustav Heyer (Forstwissenschaftler)

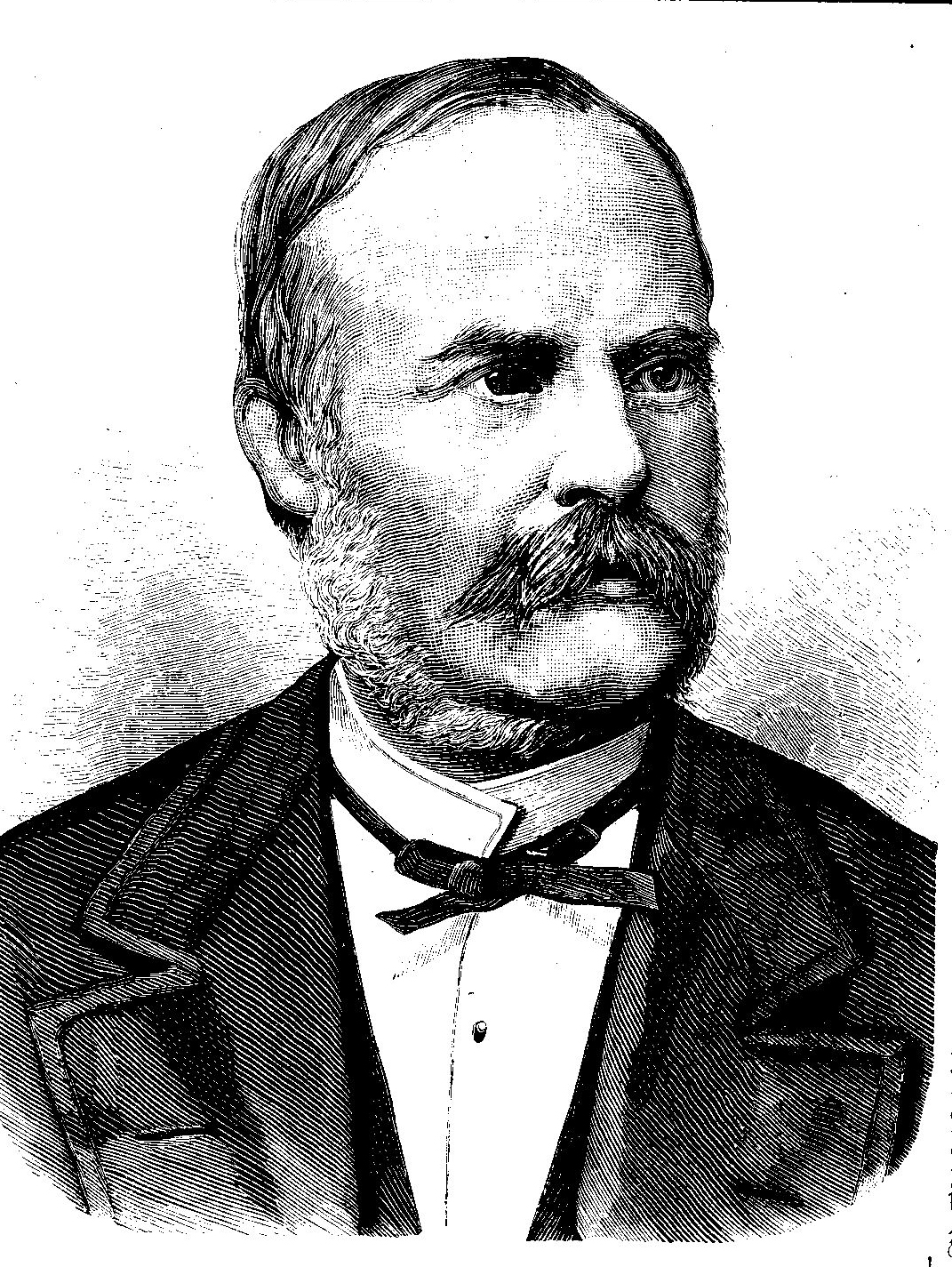
Gustav Heyer

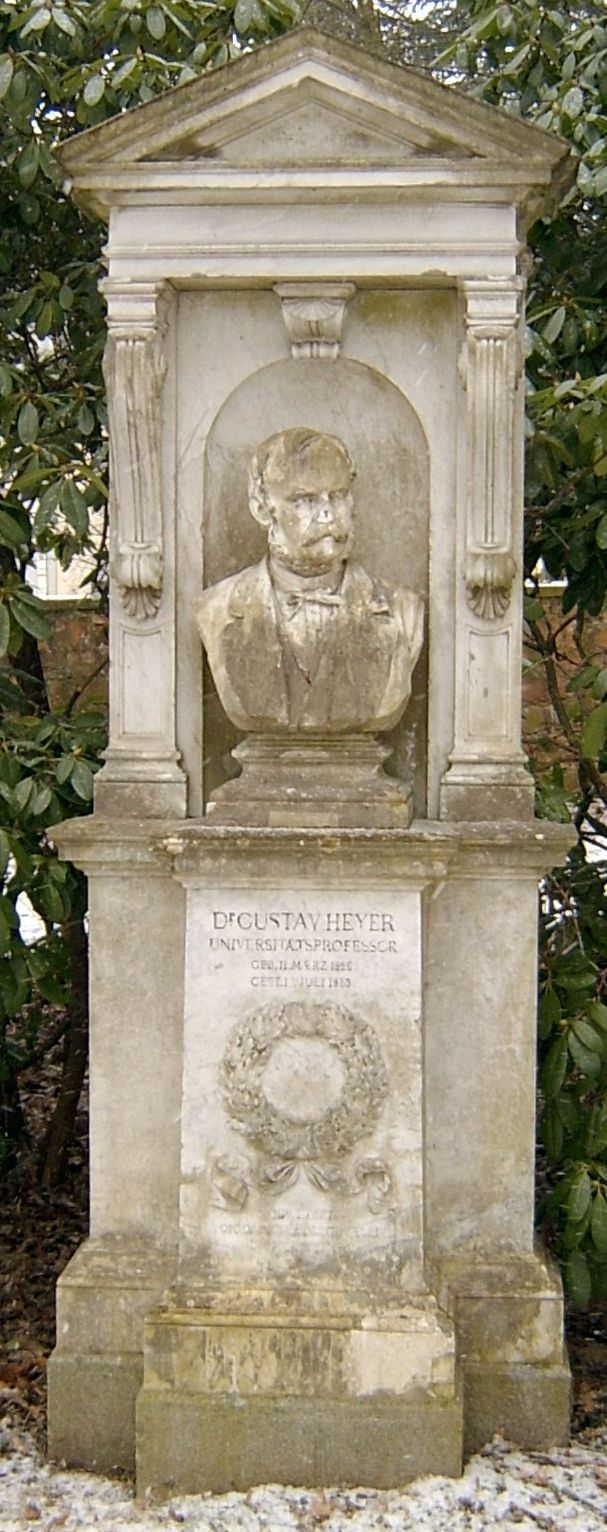
Grabstein in Gießen

Friedrich Casimir Gustav Heyer (* 11. März 1826 in Gießen; † 10. Juli 1883 bei Fürstenfeldbruck) war ein deutscher Forstwissenschaftler, Hochschullehrer und Direktor der Königlich-Preußischen Forstakademie Hann. Münden (1868–1878).

## Leben
Heyer war der älteste Sohn des Professors der Forstwissenschaft an der Ludwigs-Universität Carl Heyer (1797–1856). Er absolvierte das Landgraf-Ludwigs-Gymnasium und studierte Forstwissenschaften an der hiesigen Universität. Dort promovierte Heyer 1847 als Dr. phil. und habilitierte 1849 sich als Privatdozent der Forstwissenschaft an der Universität Gießen.
Neben seinem Lehramt verwaltete er von 1854 bis 1857 die Oberförsterei Gießen. 1857 erfolgte seine Beförderung zum ordentlichen Professor. Am 7. März 1868 folgte Heyer der Berufung als Direktor an die neu gegründete Königlich-Preußischen Forstakademie Hann. Münden.
1872 wurde ihm der Charakter Geheimer Regierungsrat erteilt.
1878 trat Heyer die ordentliche Professur für Betriebslehre (Waldertragsregelung mit praktischen Beispielen, Waldwertrechnung und Forststatik) und lehrte als Professor der Forstwissenschaft an der Universität zu München an.
Am 10. Juli 1883 kehrte er von einem Angelausflug nicht mehr nach Hause zurück. Erst am 14. Juli wurde bei Emmering seine Leiche im Wasser entdeckt. Ein ärztliches Gutachten stellte fest, dass ihn ein Herzinfarkt in dem kalten Wasser getroffen haben musste, während er barfuß die Angelschnur zu lösen versuchte. Die Beisetzung fand unter großer Anteilnahme am 15. Juli auf dem Alten Nördlichen Friedhof in München statt. Nach Auflösung dieses Friedhofes wurde sein Grabmal mit der von Thomas Dennerlein gestalteten Porträtbüste 1913 auf den Alten Friedhof der Stadt Gießen versetzt.